# مارك ديكسي
مارك ديكسي (بالإنجليزية: Mark Dixie)‏ هو طاهي بريطاني، ولد في 24 سبتمبر 1970 في استراتام ‏ في المملكة المتحدة.